# بوستان موش‌ها
بوستان موش‌ها یک تحقیق دربارهٔ اعتیاد به مواد مخدر بود که در اواخر دهه ۷۰ (و انتشار در سال ۱۹۸۱) توسّط روان‌شناس کانادایی بروس الکساندر و همکارانش در دانشگاه سیمون فریزر در کانادا انجام شد.
فرضیّهٔ الکساندر این بود که استفاده از موادّ مخدّر باعث اعتیاد نمی‌شود و اعتیادی که در آزمایش موش‌ها نسبت به مورفین است، کاملاً وابسته به شرایط زندگی آن‌هاست و خود دارو هیچ اعتیادی ندارد.
الکساندر برای آزمودن فرضیّهٔ خود، بوستان موش‌ها را ساخت؛ یک کلونی بزرگ که ۲۰۰ برابر یک قفس آزمایشگاهی مساحت داشت. در این آزمایش ۱۶-۲۰ موش از هر دو جنس، محلّ اقامت، توپ، چرخ برای بازی و فضای کافی برای جفت‌گیری داشتند. به نظر می‌رسید که نتیجهٔ این آزمایش فرضیّهٔ او را تأیید کرده‌است.
دو مجلّهٔ علمی ساینس و نیچر مقالهٔ اوّل الکساندر را رد کردند. مقاله منتشر شده در ابتدا هیچ پاسخی دریافت نکرد. چند سال بعد هم دانشگاه بودجهٔ آزمایش پارک موش‌ها را قطع کرد.

## آزمایش پارک موش‌ها

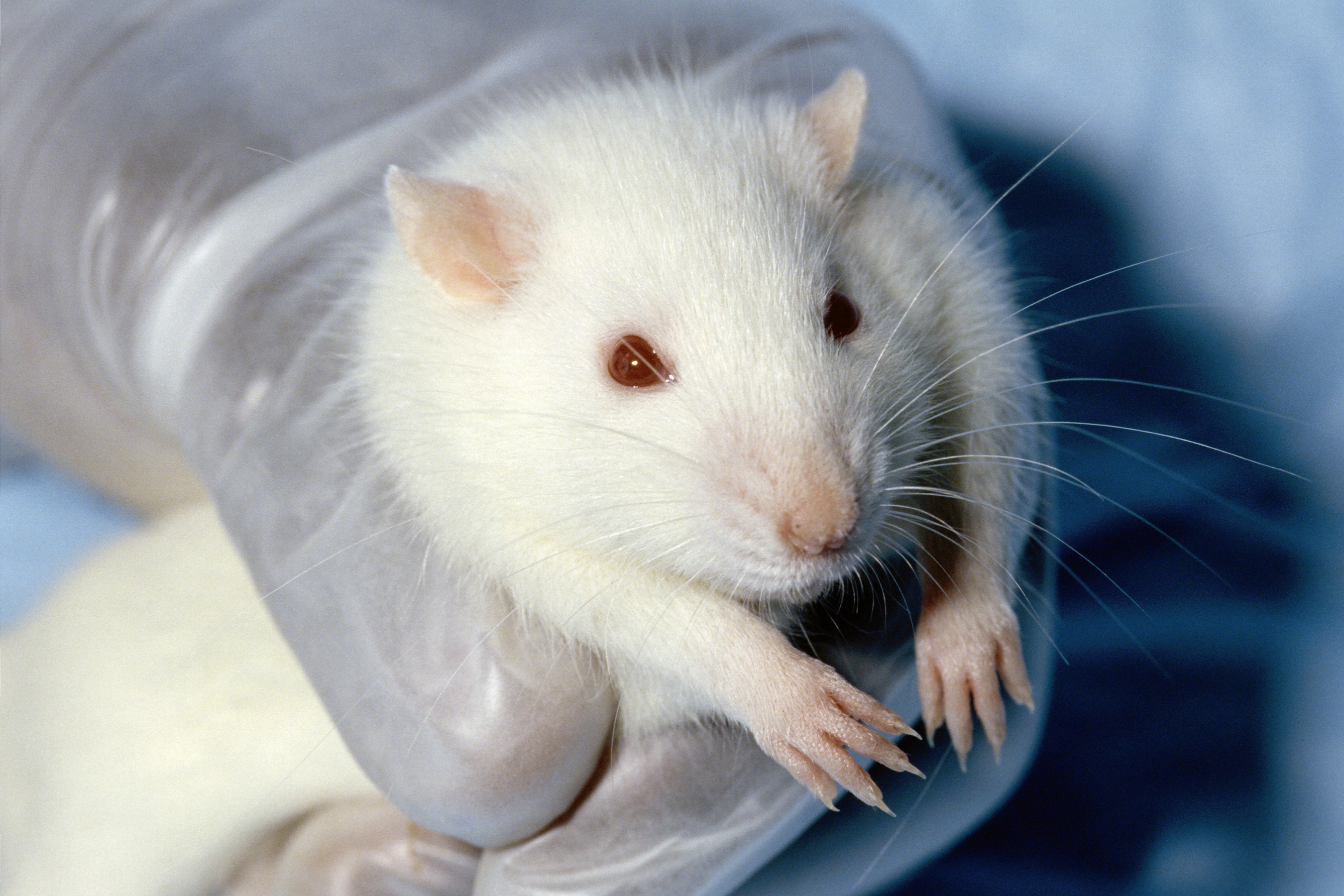
یک موش ویستار سفید آزمایشگاهی

در بوستان موش‌ها، موش‌ها می‌توانستند از یکی از دو مخزن مایع، که هرکدام ثبت می‌کرد هر موش چه‌قدر نوشیده، مایعات بنوشند. مایع یکی از مخزن‌ها حاوی مرفین بود و مخزن دیگر فقط آب معمولی داشت.
الکساندر تعدادی آزمایش دربارهٔ تمایل موش‌ها به مصرف مرفین طرّاحی کرد. این آزمایش فریبنده روی چهار گروه موش انجام شد. گروه سی‌سی در بیست و دو روزگی که از پستان گرفته شدند، از بقیّه جدا شدند و تا هشتاد روزگی که پایان آزمایش بود در قفس‌های آزمایشگاه نگهداری شدند؛ گروه پی‌پی در بازه زمانی یکسان، در بوستان موش‌ها اقامت کردند؛ گروه سی‌پی در شصت و پنج روزگی از قفس‌های آزمایشگاه به بوستان موش‌ها منتقل شدند؛ و گروه پی‌سی در شصت و پنج روزگی از بوستان موش‌ها به قفس‌های آزمایشگاه منتقل شدند.
موش‌های درون قفس (گروه‌های سی‌سی و پی‌سی) مرفین را بلافاصله مصرف می‌کردند و حتّی با این‌که کمی شیرین‌کننده داشت، موش‌های نر درون قفس ۱۹ برابر موش‌های نر درون بوستان مرفین مصرف کردند. موش‌های درون بوستان در برابر خوردن آب مرفین‌دار مقاومت می‌کردند. آن‌ها گاهی هم آب مرفین‌دار می‌نوشیدند (مادّه‌ها بیش‌تر از نرها) امّا در نهایت از لحاظ آماری، آب ساده را به آب مرفین‌دار ترجیح دادند. الکساندر می‌نویسد که جالب‌ترین گروه، گروهی بودند که درون قفس بودند امّا قبل از شروع آزمایش به داخل بوستان آورده شده بودند یعنی گروه سی‌پی. این موش‌ها از مصرف کردن مرفین سنگین خودداری می‌کردند امّا وقتی که آب مرفین‌دار شیرین‌تر و رقیق‌تر شد، آن‌ها هم شروع به مصرف کردند و تقریباً به اندازه موش‌هایی که درون قفس زندگی می‌کردند مرفین مصرف کردند. او نتیجه گرفت که آن‌ها از آب شیرین‌شده مصرف می‌کنند تا حدّی که رفتار اجتماعی آن‌ها را مختل نکند. حتی از این هم قابل توجّه‌تر، او می‌نویسد که هنگامی که مادّه نالوکسان که اثر پادمخدّر دار را به مخزن آب مرفین‌دار اضافه کرد، موش‌های بوستان شروع به استفاده از آن کردند.
در یک آزمایش دیگر، او موش‌های معمولی درون قفس‌های آزمایشگاه را مجبور کرد به مدّت پنجاه و هفت روز آب مرفین‌دار بنوشند و نوشیدنی دیگری در اختیار آن‌ها قرار نداد. وقتی که آن‌ها را به بوستان موش‌ها منتقل کرد، آن‌ها می‌توانستند از بین آب معمولی و آب مرفین‌دار یکی را برای نوشیدن انتخاب کنند. آن‌ها آب معمولی را انتخاب کردند. او می‌نویسد که آنها برخی از نشانه‌های وابستگی به مواد را داشتند امّا برخلاف آنچه دربارهٔ معتادها شنیده‌ام، هیچ‌وقت عرق کردن‌های شدید و تشنّج نداشتند.

## واکنش‌ها به آزمایش
دو مجلّه علمی ساینس و نیچر مقاله نخست الکساندر را رد کردند امّا در نهایت مجلّه داروهای روان‌گردان آن را پذیرفت و چاپ کرد.
مطالعات بعدی منجر به بازتولید نتایج آزمایش اصلی نشدند. یکی از این مطالعات نشان داد که هم موش‌های قفس و هم موش‌های درون بوستان، تمایلشان نسبت به مصرف مرفین کم می‌شود و این به علّت تفاوت ژنتیکی است.

## فهرست منابع
ویکی‌پدیای انگلیسی https://en.wikipedia.org/wiki/Rat_Park